# Sceau du Rhode Island

Sceau actuel.

Le sceau du Rhode Island montre une ancre marine en son centre. La bordure contient les mots Seal of the State of Rhode Island et 1636.

## Histoire

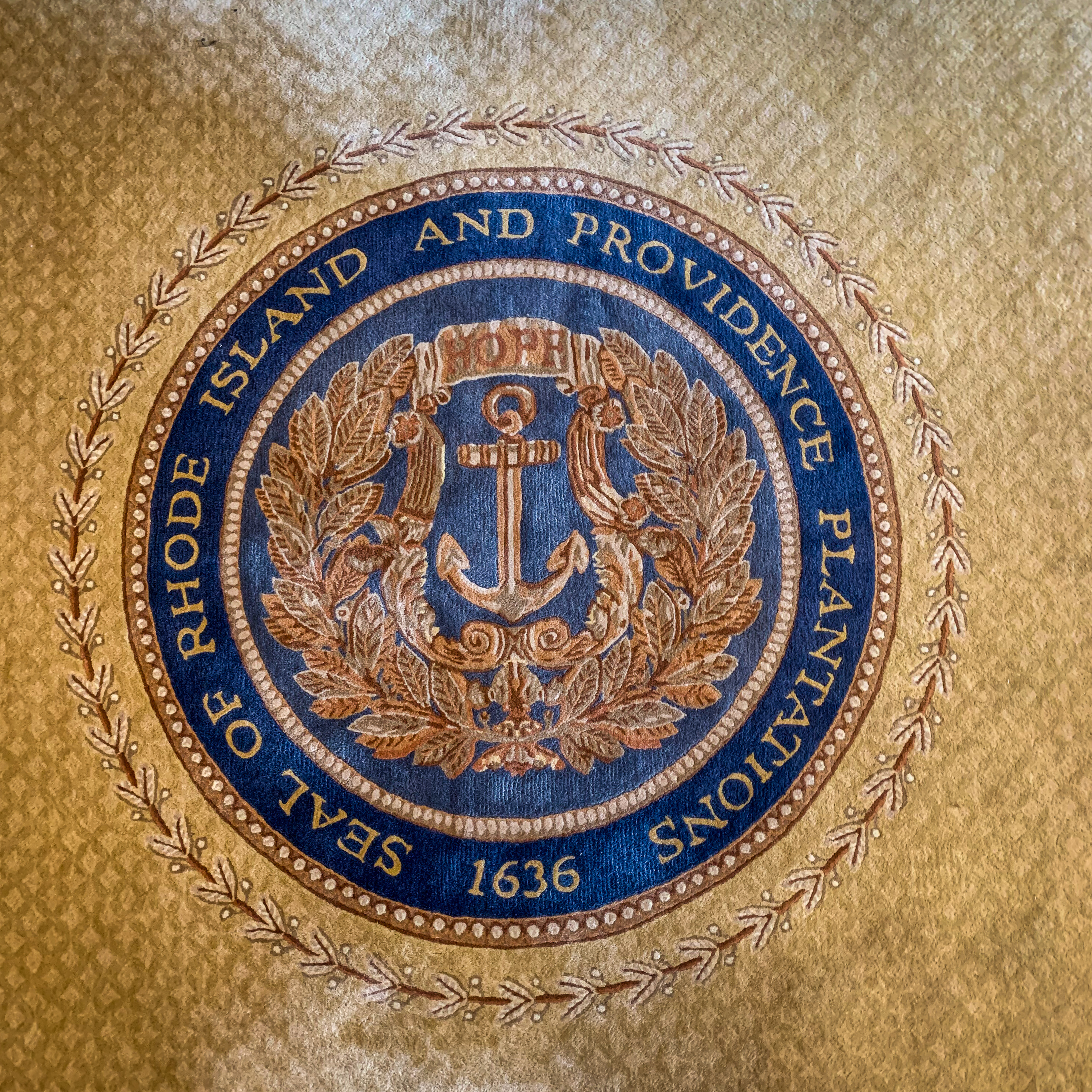
Tapisserie de l'ancienne version au Capitole de l'État en 2019.

Le Rhode Island a été fondé en 1636 par Roger Williams, un pasteur chrétien, et d'autres colons cherchant la liberté religieuse à l'abri de la persécution dans le Massachusetts et en Europe. Les mots et les emblèmes du sceau ont été probablement inspirés par l'expression biblique « hope we have as an anchor of the soul » (ce qui signifie en anglais : « nous avons l'espérance pour ancre de l'âme »), que l'on trouve dans les Épîtres versets 6:18-19. Le mot « Hope » a été placé au-dessus de l'ancre du sceau en 1644 et y est demeuré depuis. Sur le cercle extérieur du sceau, figure en bas la date « 1636 », et figurait en haut la formule « Seal of the State of Rhode Island and Providence Plantations » jusqu'en 2020. À cette date, elle est remplacée par « Seal of the State of Rhode Island » pour suivre le changement du nom officiel de l'État.
En plus du sceau, Roger Williams utilisa aussi des vertus bibliques quand il a nommé Providence (Rhode Island) et les îles dans la Baie de Narragansett : île Prudence, île Patience, Île Espoir et l'île Despair.

## Promulgation légale
Le sceau a été adopté par les autorités des gouvernements successifs du Rhode Island depuis 1644. La promulgation de Loi Générale (2009) affirme[réf. souhaitée] :
§ 42-4-2 State seal : Il continuera à y avoir un sceau pour l'utilisation publique de l'État ; la forme d'une ancre sera gravée là-dessus ; sa devise sera le mot « Hope » ; dans un cercle autour à l'extérieur sera gravé avec les mots, « Seal of the State of Rhode Island and Providence Plantations, 1636 ».[réf. souhaitée]